# Achryson lineolatum
Achryson lineolatum é uma espécie de coleóptero da tribo Achrysonini (Cerambycinae); com distribuição na Bolívia, Chile, Equador, Peru e Venezuela.

## Sistemática
- Ordem Coleoptera
  - Subordem Polyphaga
    - Infraordem Cucujiformia
      - Superfamília Chrysomeloidea
        - Família Cerambycidae
          - Subfamília Cerambycinae
            - Tribo Achrysonini
              - Gênero Achryson
                - A. lineolatum Erichson, 1847